# Atlapetes melanopsis
El atlapetes de anteojos (Atlapetes melanopsis) es una especie de ave paseriforme de la familia Emberizidae endémica de Perú.

## Distribución y hábitat
Se encuentra únicamente en una pequeña región de los Andes peruanos alrededor del río Mantaro. Su hábitat natural son los bosques húmedos de montaña y los matorrales de alta montaña. Está amenazado por la pérdida de hábitat.